# Глибинні дослідження пластів і свердловин
Глибинні дослідження пластів і свердловин (рос.глубинные исследования пластов и скважин; англ. deep testing of wells, deep exploration of wells; нім. Tiefbohrlochkarotage f) — комплекс методів для визначення основних параметрів нафтогазоводоносних пластів і свердловин за допомогою глибинних приладів; передача інформації здійснюється по глибинному каналу зв'язку.
Мета глибинних досліджень — отримання даних для складання проектів, контролю за розробкою ро-довищ.
Розрізняють:
- геофізичні,
- гідродинамічні,
- газогідродинамічні методи,
- дебітометрію,
- шумометрію та інші.